# Майорка (Росія)
Майо́рка (рос. Майорка) — село (колишнє селище) у складі Чаришського району Алтайського краю, Росія.

## Населення
Населення — 163 особи (2010; 196 у 2002).
Національний склад (станом на 2002 рік):
- росіяни — 87 %